# Parco nazionale Karijini
Il parco nazionale Karijini è un'area protetta situata nella regione del Pilbara, in Australia Occidentale.

## Territorio
Il parco si sviluppa nella zona della catena montuosa Hamersley (ragione per cui in passato era noto col nome di Hamersley National Park). Appena a nord rispetto al Tropico del Capricorno, dista poco più di 1.000 chilometri dalla capitale dello stato, Perth.
L'area su cui sorge il parco venne esplorata nel 1861 da Francis Thomas Gregory, che chiamò così la catena montuosa in onore dell'amico Edward Hamersley.
Con una superficie di 6.274 chilometri quadrati, il Karijini è il secondo parco nazionale per estensione dell'Australia Occidentale. Per la sua posizione geografica il clima del parco è di tipo tropicale; nei mesi estivi sono comuni temporali e cicloni, con temperature medie intorno ai 35 gradi e massime che spesso superano i 40 gradi; nei mesi invernali invece la temperatura può scendere verso lo zero.
Il parco deve la sua fama alle numerose gole, alle cascate ed ai suoi piccoli laghi

## Fauna
Nel parco si possono avvistare esemplari di canguro rosso, wallaroo, echidna, varani e numerose specie di pipistrello, uccelli, serpenti e gechi.